# Metro cúbico por mol
É  a unidade do volume molar, derivada do SI, que corresponde  ao volume ocupado, na unidade metro cúbico (1 m³ = 1000  litros),  por 1 mol de  entidades elementares (entidades elementares significando átomos, moléculas, íons, grupos específicos, partículas, etc), em determinadas condições de temperatura e pressão.
O volume molar da água nas CNTP (Condições Normais de Temperatura e Pressão), ou seja, com a água em seu estado sólido, é de aproximadamente 19,7 · 10−6  m³ / mol . Isto significa que, nestas condições, um mol de moléculas de água, isto é, aproximadamente 6,02 · 1023 moléculas de água (massa molar aproximada = 18 · 10−3 kg) ocupa o volume de 19,02 · 10−6  m³. Na mesma pressão, porém, à temperatura de 25 °C (água no estado líquido), o volume ocupado por um mol de água é de aproximadamente 18,1 · 10−6 m³ / mol.
Há duas condições de temperatura e pressão habitualmente utilizadas, são elas:
- CNTP, com os valores de temperatura e pressão de 273,15 K e 101 325 Pa (pressão normal), respectivamente. A IUPAC (União Internacional da Química Pura e Aplicada) recomenda que o uso da pressão de 1 atm (pressão normal) seja descontinuado.

- CPTP [1] (sigla significando Condições Padrão de Temperatura e Pressão), referindo-se às mesmas grandezas das atuais STP[2] (do inglês - Standard Temperature and Pressure) com valores de temperatura e pressão de 273,15 K e 100 000 Pa, respectivamente.